# 電撃G's Radio
電撃G's Radio（でんげきジーズラジオ）は、文化放送ほかで2002年10月13日から2004年6月27日まで放送されたラジオ番組。全90回。略称Gラジ、ジーラジ。

## 概要
ゲーム雑誌『電撃G's magazine』（メディアワークス）のタイアップ企画である点は前番組『シスター・プリンセス〜お兄ちゃんといっしょ』と同様で、パーソナリティも前番組に引き続き桑谷夏子・望月久代が務めているが、第15回（2003年1月19日放送）より桑谷・望月及び『シスター・プリンセス』で共演した小林由美子・水樹奈々のユニット「Prits」の妹分として公開オーディションで選ばれた新ユニット「Puppy's」（パピーズ）の伊藤靖子・長谷川静香・又吉愛が準レギュラーで加入している。
リスナーのことを放送の時期によって、男性の場合は、「お兄ちゃんネーム」、「おじさまネーム」、「G's ネーム」で、女性の場合は、「お姉ちゃんネーム」、「おばさまネーム」、「マダムネーム」、「〜ご婦人」、「G's ネーム」で呼んでいる。
番組開始当初は、『シスター・プリンセス』の内の一人のキャラクターの視点で、「妹からの手紙」というテーマでラジオドラマが放送された。
2003年に入り、『シスター・プリンセス』原作者の公野櫻子書き下ろしによるオリジナルのリスナー参加企画『パピー・ガールズ 〜わたしのおじさま〜』が先のラジオドラマと入れ替わって開始。同企画終了後、メディアミックスを控えた『双恋』のラジオドラマを放送。『双恋』タイアップラジオ番組『ムギュッと!双恋』が始まる直前の2004年6月で放送を終えた。
2006年12月2日には、スペシャルウィークに際し、A&G DREAM SQUARE枠内の60分の特番『電撃G's Radio 2006』と題し、1回限り復活した。パーソナリティは本放送時と同じ桑谷と望月が担当し、Pritsの話や、放送当時のことなどを振り返った。

## コーナー
- ふつおた - 普通のお便りや、リスナーの悩み事などを募集していた。時には、リスナーからの心理テストを紹介することもあった。
- おめでと お兄ちゃん! - 何か嬉しいことがあったリスナーを祝ってもらえるコーナー。
- 輝け! プリッツの妹分オーディション - プリッツの妹分を募集するオーディション企画である。第1回放送分（2002年10月13日）から第5回放送分（2002年11月10日）[注釈 6]まで募集告知が行われ、第7回放送分（2002年11月24日）まで応募作品が放送された。第14回放送分（2003年1月12日）で後にパピーズと呼ばれる3人組が登場[注釈 7]し、そのグループ名の募集も行われた。

- パピーズが行く! キラキラ[2] - パピーズの3人が声優としてレベルアップしていくのに、いろんなことにチャレンジしていくコーナー。その中身をリスナーから募集していた。
- ひよひよフルフル愛の伝言板[2] - 誰かに伝えたい想いをラジオを通じて伝えるコーナー。
- もっと教えてあげるお兄ちゃん - （2002年10月13日 - 2003年3月30日、2006年12月2日）
- いっぱい聞いておじさま - （2003年4月6日 - 9月28日）
- 秘密を聞いてあなた - （2003年10月5日 - 2004年6月20日）

このコーナーでは、メディアワークスや、キングレコードなどからの最新情報を伝えるコーナー。

### ラジオドラマ

#### パピー・ガールズ 〜わたしのおじさま〜
パピー・ガールズ 〜わたしのおじさま〜は、「電撃G's Radio」内で流れたラジオドラマである。
放送の時期によって、「パピー・ガールズのキラキラ」や、「パピーズが行く! キラキラ」の一コーナーとして、また、独立したコーナーとして流れていた。
また、幕張メッセでの公開録音の模様の一部として、一部分が先行放送されたことがある。

##### ストーリー
都会の街から遠く離れた小島に、とある5人姉妹とその母親が暮らしていた。何不自由なく暮らしていた家族の生活に、母親に死と言う突然の終わりが訪れる。5人姉妹は、「あなたたちの唯一の頼れる“おじさま”と、姉妹の誰か1人が結婚し、この家を継ぎなさい」と言う母親の遺言に従い、どんな相手なのか判らない“おじさま”に向けて手紙を出すのだった…。

##### 概要
『シスター・プリンセス』の原作者・公野櫻子が文芸を担当するラジオドラマ企画であり、番組オリジナルのリスナー参加企画。『G's』本誌で行われている『シスプリ』を始めとする読者参加企画と同様、リスナーのハガキを基に今後の展開を決定する。
第15回(2003年1月19日放送分)で、コンセプトとタイトル、第16回（2003年1月26日放送分）では、ストーリーの発表が行われ、第17回（2003年2月2日放送分）で簡単な紹介があった。第18回（2003年2月9日放送分）から、ストーリーが展開され、第47回（2003年8月31日放送）まで不定期に実施され、毎回一人の視点でのモノローグ形式を主としていた。後に、ラジオドラマをまとめたドラマCDが、G's本誌で通販された（現在は取り扱い終了）。
保護欲を刺激する仔犬系美少女が「おじさま」と慕うリスナーに宛てた手紙を朗読するというシチュエーションを、ラジオドラマ形式で綴る。ヒロインはそれぞれ、「あごの下を撫でられたい」などの、ともすれば性的にも受け取れる欲求を持っており、また恥じらいなどの感覚を持っていない無垢な性格ゆえの台詞回しが、本作の特徴と言える。
本作のコンセプトの象徴として「ひよひよフルフル」と言った、生まれ立ての仔犬の有様を思わせる独特の擬音が使われており、本ラジオ番組と連動したウェブ配信番組「パピーズのひよ☆ふる」の由来にもなっている。『電撃G's magazine』2003年3月号に掲載された公野櫻子のコメントによれば、「（ひよひよフルフルとは、）ちっちゃい女の子の持っているかわいらしさの原点」らしい。

##### スタッフ
- 文芸：公野櫻子
- キャラクターデザイン：金閣寺ぷるる（『G's』2003年3月号 - 10月号「電撃G's Radio特別版」掲載、ドラマCDジャケット）

##### 登場人物
たまき - 長女
声 - 桑谷夏子
妹たちを気づかう一番上のお姉さん。スタイルがよいので年齢よりも大人っぽく見えるが、見た目の印象よりも子供っぽいあどけない性格をしている。おじさまのことをあれこれと想像して、ドキドキしているらしい。
こまこ - 次女
声 - 望月久代
5人の中では落ち着いた印象の次女。少しおっとりした性格で、桜の花が大好き。清楚でやや控えめな感じだけど、おじさまにだけはぎゅってくっつきたいと思っている。お母様のくれたロザリオが宝物。
まひる - 三女
声 - 又吉愛
姉妹の中で一番やんちゃで、とっても元気な三女。お母様が遠くに行ってしまい元気のなくなった姉妹を見て、自分ががんばらなくちゃと、一生懸命明るく振舞ったり、末っ子のことらちゃんを抱きしめてあげたりする責任感の強い女の子。
ひそか - 四女
声 - 伊藤靖子
ちょっぴりおませさんで、どっきりするようなこと言ったりする四女。シャンプーの泡で遊ぶのが大好きで、バスルームの中を泡だらけにしてしまい、お姉さんにしかられることも。おじさまが将来のだんなさまだと信じている。
ことら - 五女
声 - 長谷川静香
泣き虫で臆病な末っ子。甘えん坊で、あなたのおひざに乗せてもらい、頭をなでなでしてもらいたいと思っている。まだまだ子供だけれど、とっても健気で、おじさまに好かれるように一生懸命がんばっている。ミルク好きな女の子。

## 主題歌

### オープニングテーマ
「まぼろし」
作詞: TAPIKO、作曲: POM、編曲: can/goo・時乗浩一郎、歌: can/goo
2002年10月13日放送分から2003年3月30日放送分まで
「眠れない（off vocal version）」
作詞: TAPIKO、作曲: POM、編曲: can/goo・時乗浩一郎

「ハナサナイデ」
作詞・作曲: 高井ウララ、編曲: 堀隆、歌: クワタニナツコ×モチヅキヒサヨ

この曲は、2006年12月2日の復活放送の際、エンディングテーマとしても流れた。

### エンディングテーマ
「君と生きていく（off vocal version）」
作詞: TAPIKO、作曲: POM、編曲: can/goo・時乗浩一郎
2002年10月13日放送分から2003年3月30日放送分
「初恋日和（off vocal version）」
作詞: TAPIKO、作曲: POM、編曲: can/goo・時乗浩一郎

「蒼葉(アヲバ)」
作詞: 只野菜摘、作曲: 高橋かずみ、編曲: 堀隆、歌: Puppy's

「教えてあげる」
作詞: TAPIKO、作曲: POM、編曲: can/goo・時乗浩一郎、歌: can/goo

「TENDER GREEN」
作詞: 公野櫻子、作曲: 大熊謙一、編曲: TOMO、歌: シスター・プリンセス

## 放送局・放送時間
- 文化放送・ラジオ大阪・東海ラジオ 日曜 23:00 - 23:30
- BSQR489 木曜 20:30 - 21:00
  - BSQR489では、スタジオ内の様子が静止画像で同時送信されていた。

## 関連商品
- 電撃G's Radio コンピレーションミニアルバム「Gラジ音楽部」 - 2004年1月21日に、KING RECORDSより発売された。